# Моксли, Джон
Джо́натан Дэ́вид Гуд (англ. Jonathan David Good; род. 7 декабря 1985, Цинциннати, Огайо) — американский рестлер и актёр.
В настоящее время выступает в All Elite Wrestling под именем Джон Мо́ксли, где является четырёхкратным чемпионом мира AEW. Он также выступает в New Japan Pro-Wrestling (NJPW) и в независимых промоушнах, в основном в Game Changer Wrestling (GCW), где он является бывшим чемпионом мира GCW. Наиболее известен по выступлениям в WWE под именем Дин Э́мброус (англ. Dean Ambrose).
Гуд дебютировал в рестлинге в 2004 году и выступал под именем Джон Моксли в нескольких региональных организациях, таких как Heartland Wrestling Association (HWA), Westside Xtreme Wrestling (wXw), Full Impact Pro (FIP), Combat Zone Wrestling (CZW) и Dragon Gate USA (DGUSA). После подписания контракта с WWE в 2011 году он получил имя Дин Эмброус и начал выступать в системе развития компании — FCW и NXT, а затем присоединился к основному ростеру в ноябре 2012 года в составе «Щита» вместе с Романом Рейнсом и Сетом Роллинсом. В мае 2013 года Эмброуз выиграл титул чемпиона Соединённых Штатов WWE, свой первый титул в WWE; его 351-дневное чемпионства стало самым продолжительным с тех пор, как титул перешел в собственность WWE. После широкого успеха «Щит» распался в июне 2014 года. В дальнейшем Эмброуз один раз выиграл титул чемпиона WWE, три раза — интерконтинентальное чемпионство WWE и дважды — титул командного чемпиона WWE Raw (оба раза вместе с Роллинзом), что сделало его 27-м чемпионом Тройной короны и 16-м чемпионом Большого шлема в WWE. В 2016 году он также выиграл матч Money in the Bank.
Гуд покинул WWE после истечения контракта в апреле 2019 года, впоследствии вернувшись к своему персонажу Джону Моксли и дебютировав в AEW на их первом шоу Double or Nothing. Он также начал работать в NJPW и в своем дебютном матче выиграл титул чемпиона Соединённых Штатов IWGP в тяжёлом весе. Он выиграл последний во второй раз в январе 2020 года и стал самым продолжительным чемпионом в истории титула. В феврале того же года он также выиграл титул чемпиона мира AEW.
Гуд давно считается одним из лучших рестлеров в мире и отличается своим беспокойным персонажем, он также был признан за свою популярность среди зрителей; он получил награду Pro Wrestling Illustrated (PWI) как самый популярный рестлер года в 2014 и 2015 годах и был назван рестлером года по версии Sports Illustrated в 2019 году. Он также возглавил список 500 лучших рестлеров мира в рейтинге PWI 500 в 2020 году. Вне рестлинга он снялся в главной роли в боевике «12 раундов 3: Локдаун» (2015) и в роли антагониста в спортивном боевике «Октагон: Боец vs Рестлер» (2020).

## Ранняя жизнь
Гуд вырос в Ист-Энде, Цинциннати, который, по его словам, был настолько бедным, что воровство в магазинах было ежедневным явлением для всех, кого он знал, потому что у них никогда не было денег. Будучи заядлым фанатом реслинга, который боготворил Брета Харта, он использовал реслинг в качестве побега от своего сурового воспитания, просматривая видео и читая истории о ранних днях реслинга. Через год после того, как он начал тренироваться как рестлер, он бросил среднюю школу. Он содержал себя, работая за минимальную зарплату на заводах, в ресторанах и на складах, но его постоянно увольняли, потому что он прогуливал работу, если ему заказывали матч, который совпадал с его работой; однако он продолжал это делать, потому что знал, что «всегда сможет найти другую работу за минимальную зарплату». В подростковом возрасте он часто употреблял наркотики, например, кокаин, и в это время его неоднократно арестовывали за кражи в магазинах. Он говорил, что, скорее всего, стал бы лесным пожарным, если бы не занимался рестлингом.

## Карьера в рестлинге

### Heartland Wrestling Association (2004—2011)
Гуд начал работать на Леса Тэтчера в промоушене Heartland Wrestling Association (HWA) ещё подростком, продавая попкорн и устанавливая ринг. Он начал тренироваться, чтобы стать рестлером в возрасте 18 лет под руководством Тэтчера и рестлера HWA Коди Хока. В 2004 году он дебютировал на ринге под именем Джон Моксли. В следующем году Моксли дважды выиграл командное чемпионство HWA с Джимми Тёрнером и Риком Бирном. В 2006 году он дважды завоевал титул чемпиона HWA в тяжелом весе, победив в обоих случаях Пеппера Паркса, но уступил титул соответственно Чаду Коллиеру и Брайану Дженнингсу. С середины 2007 по начало 2010 года Моксли продолжал работать в командном дивизионе и завоевал титул командного чемпиона HWA один раз со своим тренером Коди Хоком и дважды с Кингом Ву. В январе 2010 года он в третий раз выиграл титул чемпиона HWA в тяжелом весе у Аарона Уильямса, а через полгода проиграл его Джерому Филлипсу.

### Независимые промоушны (2006—2011)

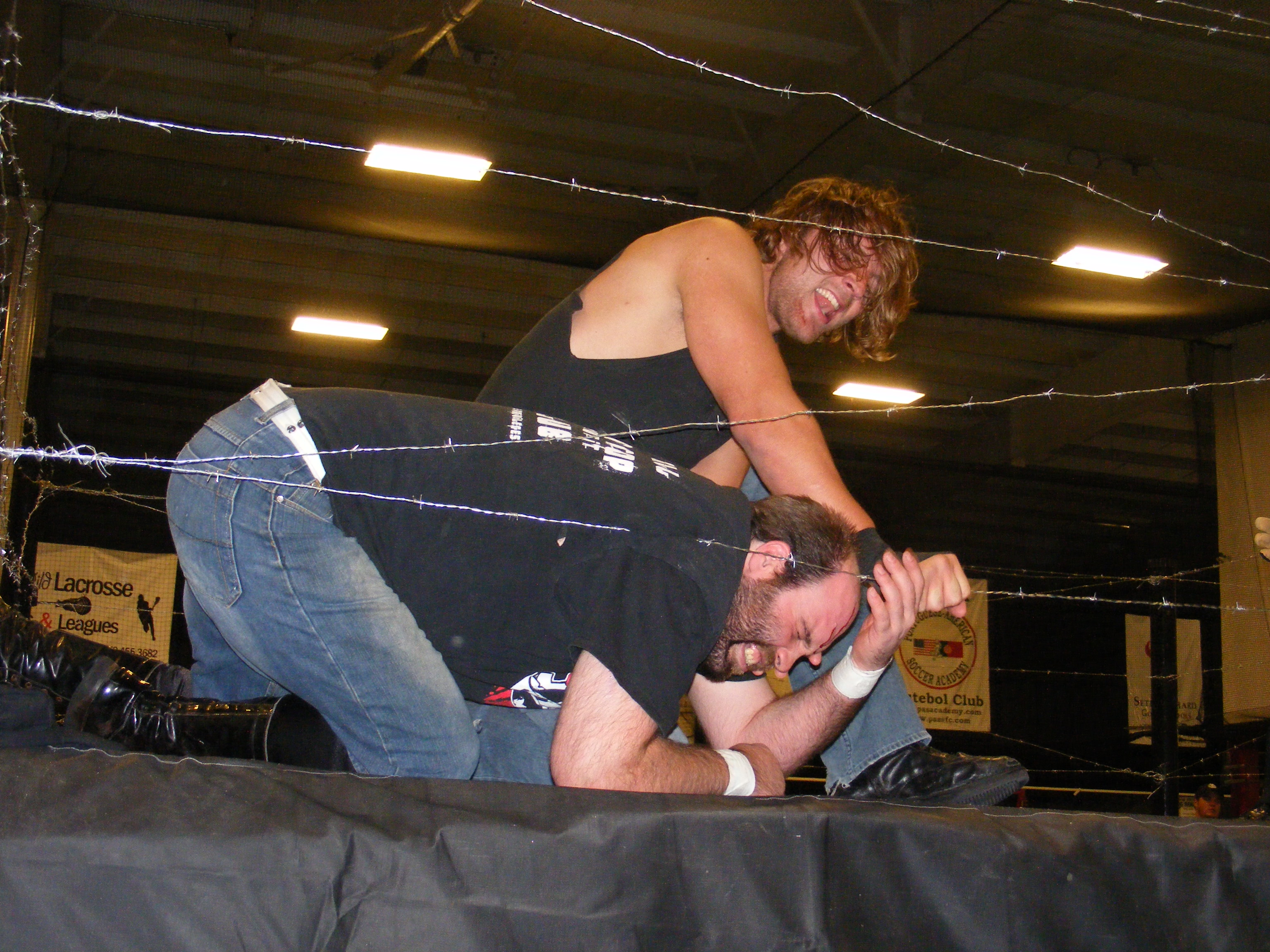
Моксли и Ник Гейдж в матче смерти с колючей проволокой в октябре 2010 года

В сентябре 2006 года Моксли в команде с Хейдом Вансеном завоевал титул командного чемпиона мира IWA в International Wrestling Association, базирующейся в Пуэрто-Рико. В ноябре они проиграли титулы Чикано и Джеффу Джеффри, и их чемпионство продлилось 69 дней. Моксли также провел несколько темных матчей для Ring of Honor (ROH) в период с 2007 по 2009 год. Моксли начал работать в Dragon Gate USA (DGUSA) в конце 2009 года. Свое первое выступление на телевидении он сделал в марте, где победил Томми Дримера в хардкор-матче, записанный для платного шоу Mercury Rising. На мероприятии Uprising в Миссиссоге, Онтарио, Канада, Моксли получил травму: во время матча с Джимми Джейкобсом у него был почти отрезан левый сосок. Его последний матч в DGUSA был против Хомисайда в январе 2011 года, который Моксли выиграл.
На шоу Full Impact Pro (FIP) Southern Stampede 17 апреля 2010 года Моксли победил Родерика Стронга и завоевал вакантный титул чемпиона мира FIP в тяжелом весе. Он удерживал титул 441 день, а затем отказался от него в июле 2011 года в связи с подписанием контракта с WWE. В 2010 году Моксли также дважды выиграл титул чемпиона мира в тяжелом весе CZW от Combat Zone Wrestling, победив соответственно Би-Боя и Ника Гейджа.

### World Wrestling Entertainment / WWE

#### Территории развития (2011—2012)

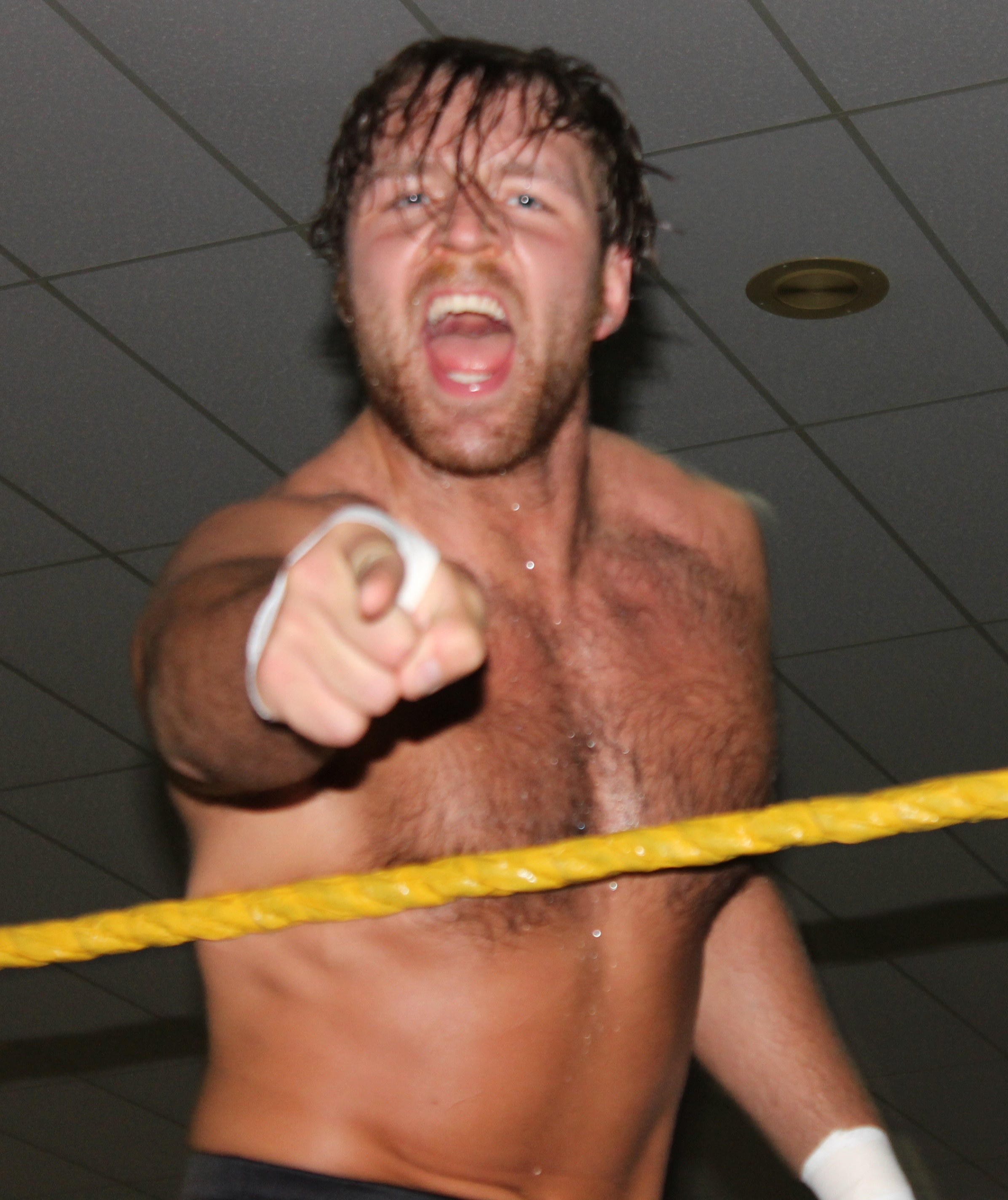
Эмброуз в 2012 году

В апреле 2011 года Гуд подписал контракт на развитие с WWE и присоединился к её развивающей территории Florida Championship Wrestling (FCW) под именем Дин Эмброуз. До подписания контракта Гуд провел три пробных матча за WWE в 2006 и 2007 годах.
Эмброуз дебютировал на в FCW 3 июля, изобразив злодейский персонаж и бросив вызов чемпиону FCW им. Джека Бриско Сету Роллинсу. В следующем месяце Эмброуз и Роллинс провели 20-минутный матч «Железный человек»; матч закончился вничью, так как ни один из участников не совершил удержание. 30-минутный матч-реванш, в котором на кону стоял титул, состоялся в сентябре, и Роллинс победил по правилу мнговенной смерти. Эмброуз победил Роллинса в матче без титула в первом раунде турнира по определению нового чемпиона Флориды FCW в тяжёлом весе. Однако в финале турнира против Лео Крюгера Эмброуз потерпел поражение. Позже Эмброуз лишил Роллинса чемпионского титула FCW им. Джека Бриско, напав на Дэмиена Сэндоу во время его титульного матча с Роллинсом, что привело к дисквалификации в решающий момент. Позже Эмброуз безуспешно оспаривал титул с Сэндоу. На домашнем шоу FCW 21 октября Эмброуз бросил вызов рестлеру WWE Си Эм Панку, который был в гостях, на матч, в котором Эмброуз потерпел поражение. Панк позже похвалил Эмброуза после матча.
Затем Эмброуз начал вражду с Уильямом Ригалом после того, как совершил неспровоцированное нападение на Ригала. Они сразились на эпизоде FCW от 7 ноября, и Ригал победил. В течение следующего года Эмброуз навязчиво требовал ещё одного матча с Ригалом. 7 декабря Эмброуз участвовал в записи ещё не вышедшего пилотного выпуска WWE NXT, где его победил Лео Крюгер.
В марте 2012 года Эмброуз вступил в конфронтацию с ветераном хардкор-рестлинга Миком Фоли, заявив, что Фоли должен быть привлечен к ответственности за создание поколения подражателей. Эмброуз продолжал враждовать с Фоли через Твиттер. По словам Эмброуза, кульминацией противостояния должен был стать матч между ними, но он так и не состоялся из-за того, что Фоли по медицинским показаниям не мог участвовать в боях. Вместо этого соперничество было прекращено, а Эмброуз остался в системе развития WWE. Он участвовал в темном матче на первом шоу NXT 17 мая, проиграв Ксавье Вудсу. На одном из эпизодов FCW в июне Эмброуз бросил вызов Роллинсу за титул чемпиона Флориды FCW в тяжелом весе, но проиграл. Почти через год после их первого матча Эмброуз и Ригал провели реванш на последнем эпизоде FCW 15 июля. Матч закончился безрезультатно после того, как Эмброуз несколько раз ударил Ригала головой о стойку ринга, в результате чего у Ригала пошла кровь из уха.

#### «Щит» (2012—2014)
18 ноября 2012 года, на шоу Survivor Series, Эмброуз дебютировал в качестве хила вместе с Сетом Роллинсом и Романом Рейнсом, напав на Райбэка во время главного боя за титул чемпиона WWE, что позволило Си Эм Панку удержать Джона Сину и сохранить титул. Трио объявило себя «Щитом», поклялось выступить против «несправедливости» и отрицало, что работает на Панка, но регулярно появлялось из толпы, чтобы атаковать противников Панка. Это привело к матчу TLC на TLC: Tables, Ladders & Chairs 16 декабря, где «Щит» победил команду Hell No (Дэниел Брайан и Кейн) и Райбека в их дебютном матче в WWE.
Затем «Щит» тихо прекратил сотрудничество с Панком и начал вражду с Джоном Синой, Райбеком и Шимусом, которая привела к матчу шести человек на Elimination Chamber 17 февраля, который «Щит» выиграл. Затем «Щит» встретился с Шимусом, Биг Шоу и Рэнди Ортоном на WrestleMania 29 7 апреля, где «Щит» одержал победу в своем первом матче на WrestleMania.

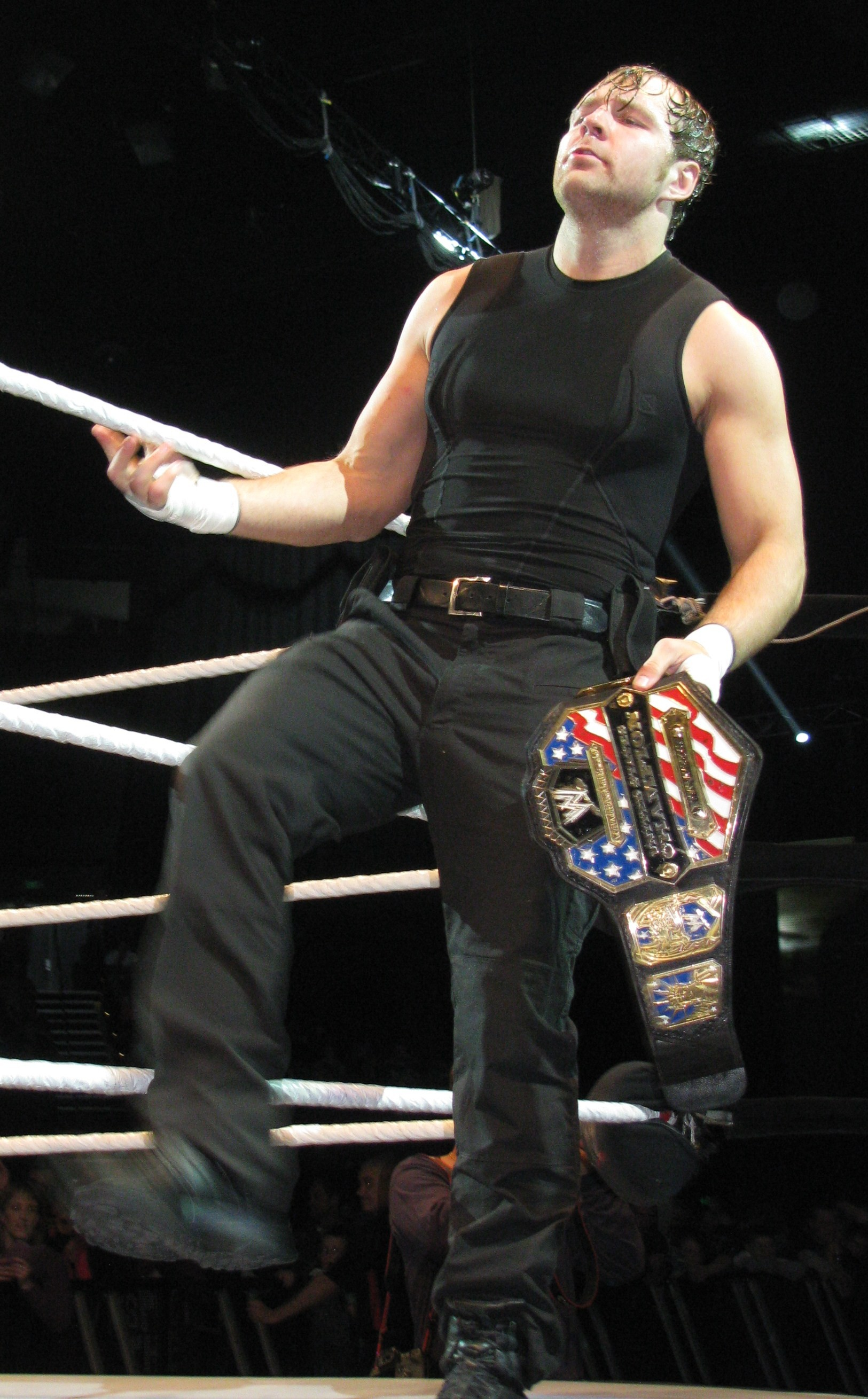
Эмброуз в качестве чемпиона Соединенных Штатов WWE в июле 2013 года

Эмброуз дебютировал в одиночном матче против Гробовщика на выпуске SmackDown 26 апреля, который он проиграл. На выпуске Raw от 13 мая победная серия «Щита» закончилась поражением по дисквалификации в матче против Джона Сины, Кейна и Дэниела Брайана. На Extreme Rules Эмброуз выиграл титул чемпиона Соединенных Штатов, победив Кофи Кингстона.

### All Elite Wrestling (2019—н.в.)

#### Второе чемпионство AEW (2022—н.в.)

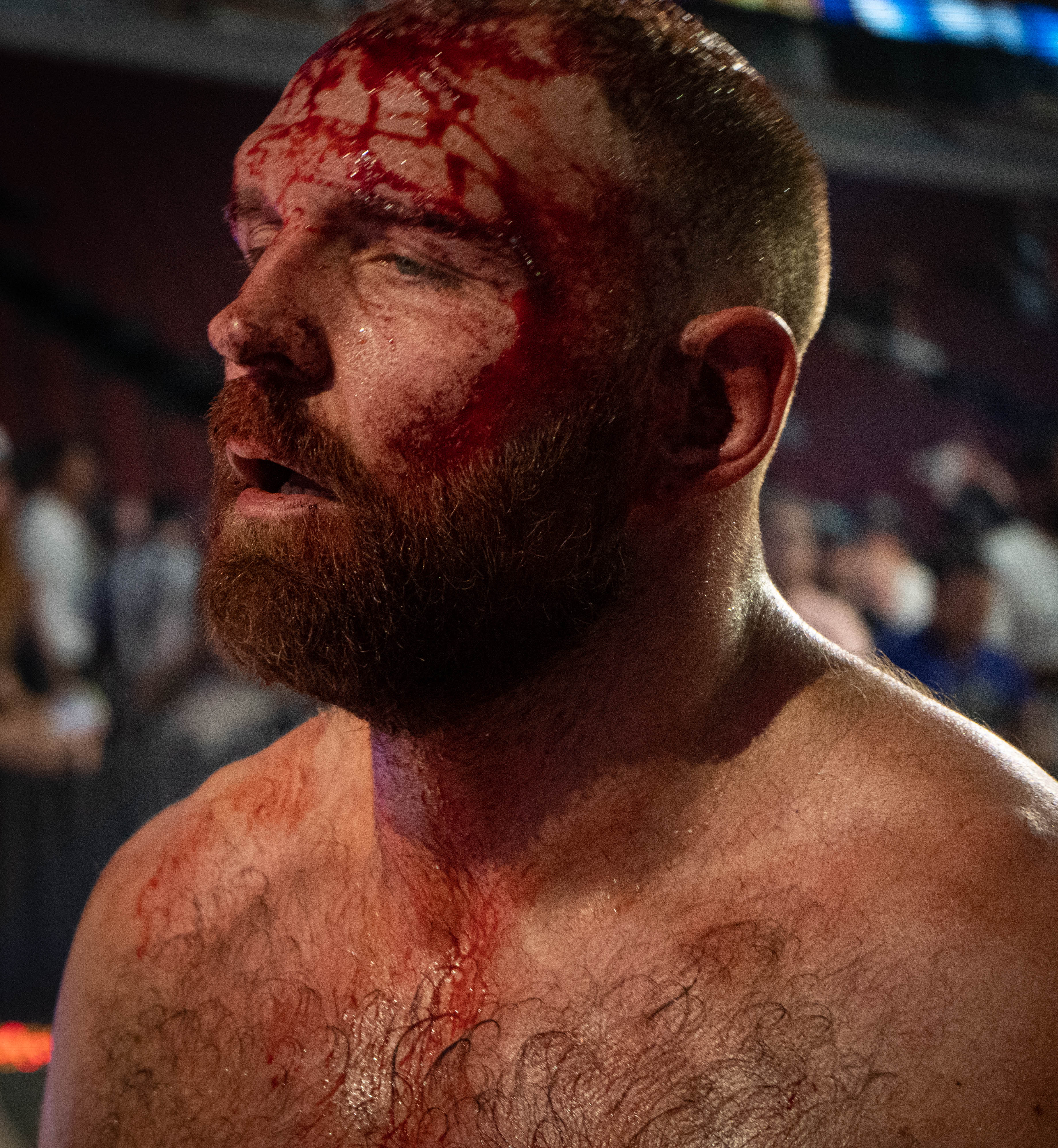
Моксли в июне 2022 года

На шоу Forbidden Door выиграл матч за временное чемпионство AEW у Хироши Танахаши, став таким образом первым двукратным Чемпионом AEW. Первую защиту титула провел 6 июля против Броди Кинга, которого победил на Dynamite. Также защитил титул от мексиканского рестлера Руша, а также дважды одержал победы в матчах, которые для оппонентов были за право провести титульный матч: побеждены были японец Коносукэ Такесита и американский инди-рестлер Мэнс Уорнер. Следующим претендентом на его титул стал Крис Джерико, который ранее вместе со своими приспешниками проиграл Дожну Моксли и его команде матч «Blood and Guts». 10 августа на Dynamite Моксли смог одолеть Джерико несмотря на то, что Крис провел в матче все свои фирменные приёмы, а также ударил Моксли битой по голове. После матча приключилась большая потасовка при участии Общества признательности Джерико, а также друзей и партнёров Моксли. Последнее слово в потасовке сказал вернувшийся Си Эм Панк, который на тот момент владел «основным» Чемпионством AEW. Неделей позже был назначен матч за объединение титулов: его запланировали провести на Dynamite 24 августа. Матч за объединение титулов выиграл Моксли, причем это случилось в очень коротком поединке. Через неделю Моксли принес на ринг «открытый» контракт на матч за титул и поставил на нем свою подпись. Этот контракт подобрал старинный товарищ и тренер СМ Панка Эйс Стил, который позже убедил Панка ответить на вызов. Контракт был подписан, и матч состоялся на шоу AEW All Out. Этот матч СМ Панк выиграл, став двукратным Чемпионом AEW. После того, как СМ Панк был лишен титула Чемпиона, Моксли был заявлен в турнир за вакантное чемпионство — сразу с полуфинальной стадии. В полуфинале, который прошел на Dynamite 14 сентября, Моксли победил Сэмми Гевару и вышел в финал.
7 октября 2022 года на сайте AEW был опубликован официальный пресс-релиз, сообщивший, что Моксли подписал новый пятилетний контракт с организацией. По этому соглашению Моксли помимо выступлений на ринге также мог заниматься тренерской и менторской деятельностью.

## Личная жизнь
С 2013 года Гуд начал встречаться с комментатором WWE Рене Янг. Пара поженилась 9 апреля 2017 года, спустя 4 года отношений. В ноябре 2020 года пара объявила, что ожидает ребёнка. 15 июня 2021 года у супругов родилась дочь Нора Мёрфи Гуд.
В 2018 году Гуд инфицировал руку метициллинрезистентным золотистым стафилококком. В декабре Гуд был вынужден взять паузу и отправиться на операционный стол. В конечном счете он пропустил ровно девять месяцев выступлений, однако подробности его лечения до сих пор никто не сообщал, пока спортсмен сам не решился сделать это в интервью для ресурса The Monitor. Во время беседы он поведал, что помимо операций на локте, он сумел подхватить тяжелую инфекцию, которая могла бы его убить, если бы он вовремя не начал бороться с тяжелым недугом.
«У меня были две разные операции, после чего у меня обнаружили метициллинрезистентный золотистый стафилококк, разновидность стафилококковой инфекции, из-за чего я чуть не умер. Я лежал в больнице неделю подключенным к этой антибиотической капельнице, а после сидел, наверное, на всех существующих антибиотиках в течение несколько месяцев, что очень сильно сказалось на моём здоровье. Они сказали, что обнаружили первые следы инфекции во время самой первой операции, но, как они говорят, от инфекции они избавились сразу. Прошло шесть недель, но с моим локтем по-прежнему было что-то не так. Я обратился повторно к своим врачам и они перенаправили меня в Бирмингем, к более квалифицированным специалистам. Там мне действительно помогли и сумели поставить на ноги. Мне повезло, что я вовремя поехал на этот осмотр. Если бы я запустил процесс, это дало бы сильные осложнения, и я в конечном счете мог умереть», - сказал Гуд.
В ноябре 2021 года, по просьбе Гуда, Тони Хан рассказал, что рестлер борется с алкоголизмом и записался в стационарный реабилитационный центр.

## Титулы и достижения
- All Elite Wrestling
  - Чемпион мира AEW (4 раза)[66]

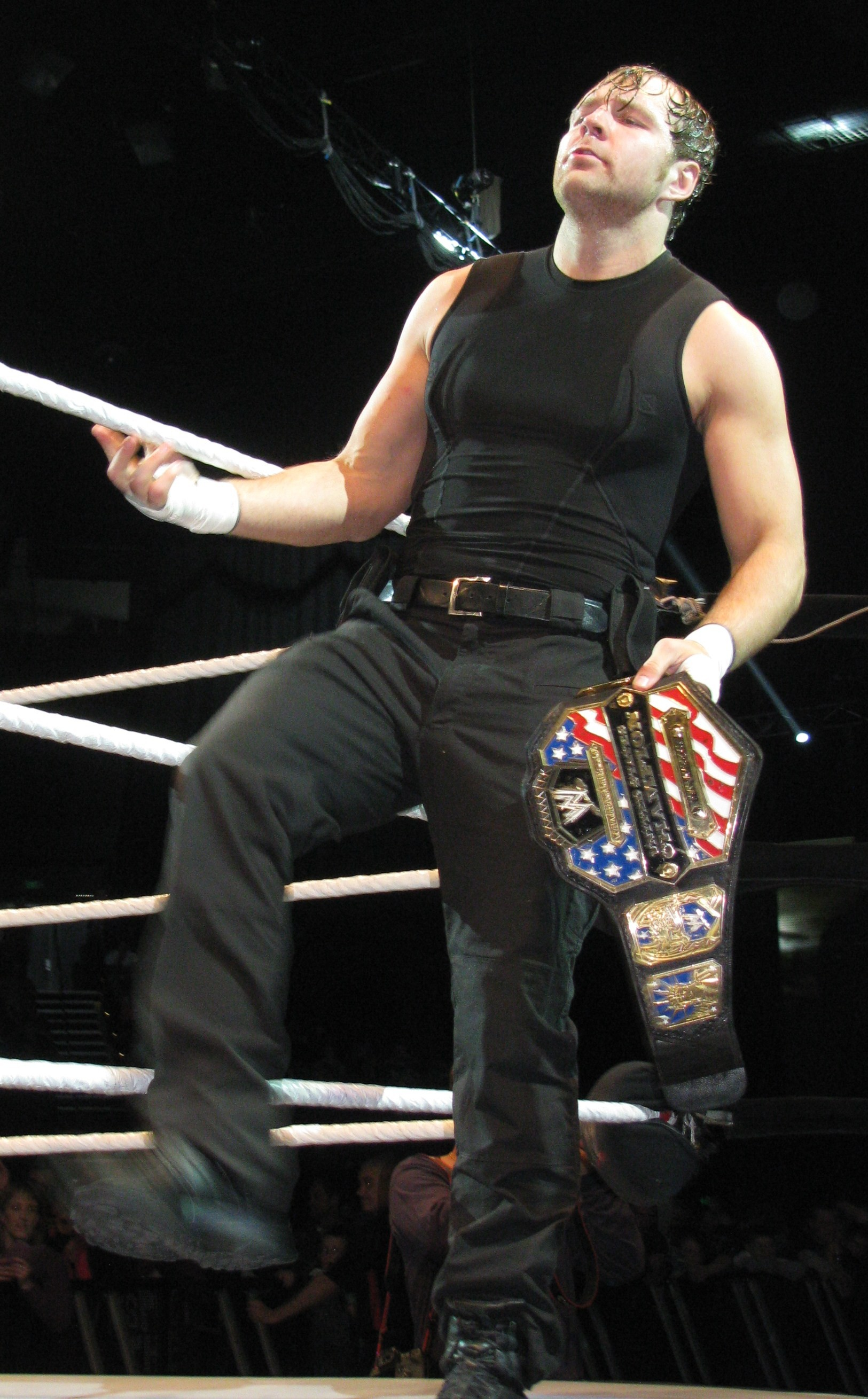
Дин Эмброуз с титулом Чемпиона США WWE

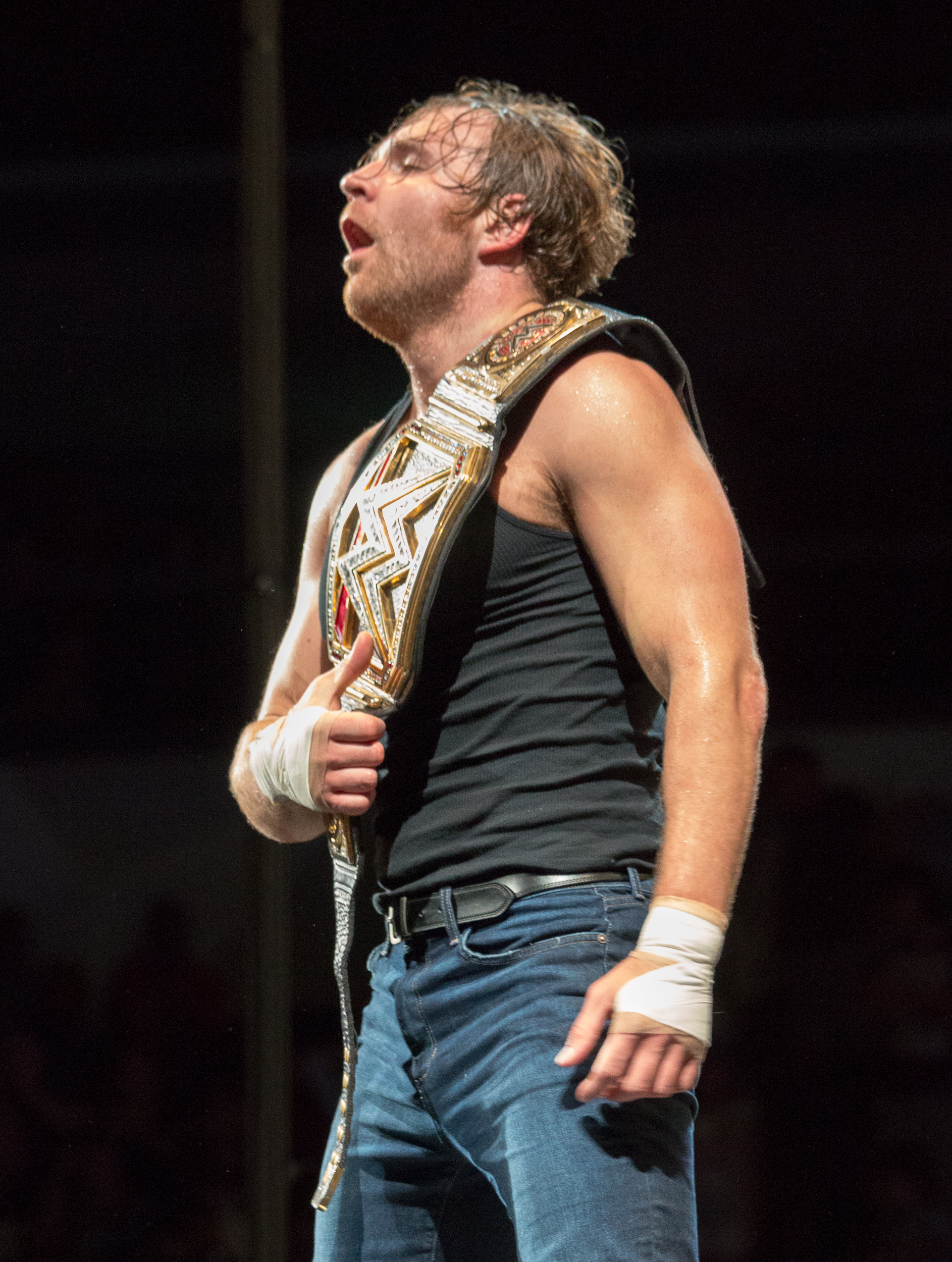
Дин Эмброуз с титулом чемпиона WWE

    - Временный чемпион мира AEW (1 раз)[66]

  - Международный чемпион AEW (1 раз)
- Combat Zone Wrestling
  - Чемпион мира CZW в тяжёлом весе (2 раза)[67][68]
- Full Impact Pro
  - Чемпион мира FIP в тяжёлом весе (1 раз)[3][16][67][69]
- Game Changer Wrestling
  - Чемпион мира GCW (1 раз)[70][71]
- Heartland Wrestling Association
  - Чемпион HWA в тяжёлом весе (3 раза)[67][72]
  - Командный чемпион HWA (5 раз) — с Джимми Тёрнером (1), Риком Бирном (1), Коди Хоком (1) и Кинг Ву (2)[7][67]
  - Открытый турнир Дрейка Янгера (2009)[73]
- Mad-Pro Wrestling
  - Чемпион MPW в тяжёлом весе (1 раз)[67]
  - Командный чемпион MPW (1 раз) — с Дастином Райзом[67]
- Insanity Pro Wrestling
  - Чемпион мира IPW в тяжёлом весе (2 раза)[67]
  - Среднеамериканский чемпион IPW (1 раз)[67]
- International Wrestling Association
  - Командный чемпион IWA (1 раз) — с Хейдом Вансеном[67][74]
- New Japan Pro-Wrestling
  - Чемпион мира IWPG в тяжёлом весе (1 раз)
  - Чемпион Соединённых Штатов IWGP в тяжёлом весе (2 раза)[75]
- Pro Wrestling Illustrated
  - Вражда года (2014) пр. Сета Роллинса[76]
  - Самый популярный рестлер года (2014, 2015)[77][78]
  - Рестлер года (2020)[79]
  - № 1 в топ 500 рестлеров в рейтинге PWI 500 в 2020[80]
  - Самый популярный фейс (2022)
  - Самый вдохновляющий рестлер (2022)
- Rolling Stone
  - Лучший сюжет (2015) пр. Сета Роллинса[81]
  - Самый любимый психопат (2014)[82]
- Sports Illustrated
  - Рестлер года (2019)
- Westside Xtreme Wrestling
  - Командный чемпион мира wXw (1 раз) — с Сами Каллиханом[67][83]
- Wrestling Observer Newsletter
  - Лучший броулер (2020—2023)[84][85]
  - Лучшая книга о рестлинге (2021) «Мокс»[85]
  - Вражда года (2020) пр. Эдди Кингстона[84]
  - Самый ценный рестлер США/Канады (2020, 2022)[84]
  - Рестлер года (2020, 2022)[86]
  - Худшая вражда года (2013) — как часть «Власти» пр. Биг Шоу[87]
  - 5-звёздочный матч (19.07.2019) против Томохиро Исии на Турнире G1 Climax от New Japan Pro Wrestling
  - 5-звёздочный матч (29.05.2022) против Jericho appreciation society на шоу AEW Double Or Nothing
- WWE
  - Чемпион мира в тяжёлом весе WWE (1 раз)[88]
  - Чемпион Соединённых Штатов WWE (1 раз)[89]
  - Интерконтинентальный чемпион WWE (3 раза)[90]
  - Командный чемпион Raw (2 раза) — с Сетом Роллинсом
  - Двадцать седьмой чемпион Тройной Короны
  - Шестнадцатый чемпион Большого шлема
  - Победитель Money In the Bank (2016)
  - Slammy Award
    - Группировка года (2013, 2014) — «Щит» (Дин Эмброус, Сет Роллинс и Роман Рейнс)[91]
    - Прорыв года (2013) — «Щит» (Дин Эмброус, Сет Роллинс и Роман Рейнс)[91][92]
    - Хэштэг года (2013) — #BelieveInTheShield

  - Премия по итогам года:
    - Лучшее объединение (2018) — объединение группировки «Щит»
    - Возвращение года (2018)